# Jacob Melton
Jacob Douglas Melton (* 9. Januar 2001 in Chicago) ist ein US-amerikanischer Filmschauspieler.

## Leben
Bereits als Kleinkind hatte er seinen ersten Filmauftritt in dem Film Uncle Nino als Kinderdarsteller. 2007 folgte ein weiterer kleiner Auftritt, seit 2014 ist er regelmäßig in Film und Fernsehen zu sehen. 2015 bekam er die Nebenrolle des „Blake Montgomery“ aus der Serie 100 Dinge bis zur Highschool. 2019 spielte er in der Familienserie Zoe Valentine als „Austin DuPont“ mit.

## Filmografie (Auswahl)
- 2003: Uncle Nino
- 2011: Gretel (Kurzfilm)
- 2015: Table 58
- 2015–2016: 100 Dinge bis zur Highschool (100 Things to Do Before High School, Fernsehserie, 3 Folgen)
- 2016: Jessica Darling’s It List
- 2019: Zoe Valentine (Fernsehserie, 6 Folgen)
- 2020: My Daughter’s Psycho Friend
- 2020: Beckman